# (35429) 1998 BW4
1998 بي دابليو 4 (ويعرف أيضًا باسم (35429) 1998 بي دابليو 4 وفق تسمية الكوكب الصغير) (بالإنجليزية: 1998 BW4)‏ هو كويكب ضمن حزام الكويكبات؛ وترتيبه 35429 من حيث الاكتشاف.
اكتُشف هذا الجُرم الفلكي بواسطة OCA–DLR Asteroid Survey ‏ في 18 يناير 1998.

## وصلات خارجية
- (35429) 1998 BW4 في قاعدة بيانات مختبر الدفع النفاث لأجرام النظام الشمسي الصغيرة

- الاكتشاف · مخطط المدار ·  العناصر المدارية · المعلمات المادية

- (35429) 1998 BW4 على موقع ويكي سكاي: DSS2, SDSS, GALEX, IRAS, Hydrogen α, X-Ray, Astrophoto, Sky Map, Articles and images